# Las Garcitas
Las Garcitas es una localidad y municipio del Departamento Sargento Cabral, Provincia del Chaco, Argentina.

## Toponimia
Las garcitas son aves del género zoológico Egretta

## Vías de comunicación
La principal vía de comunicación es la Ruta Provincial 9, que la vincula al noroeste con Tres Isletas, y al sudoeste con Colonias Unidas y la Ruta Nacional 16. El tramo entre Las Garcitas y Capitán Solari que completó la vinculación por pavimento de Las Garcitas fue inaugurado en agosto de 2011.
Se encuentra a 142 km al noroeste de la capital chaqueña Resistencia, y a 1090 km de Buenos Aires.

## Historia
- 1884, el Ejército Argentino establece una línea de fortines en Lapachito, Lapacho, Ciervo Petiso, Makalle. Así, sus comienzos son por la conquista y ocupación militar de las tierras de las naciones originarias, su fundación obedece a la acción de la Conquista del Chaco. Esa línea de fortines, que ocupaban una gran extensión del entonces Territorio Nacional del Chaco, además de su objetivo primordial de evitar el contraataque guerrero indígena, se constituyeron en futuros pueblos.
- 1907, los señores Simon Del Blanco y Carlos Michel, jefes de las primeras familias pobladoras de colonias aledañas realizan la primera expedición hacia la zona, los eran oriundos de la localidad de Las Garzas (Provincia de Santa Fe).
- 1908, se asientan las familias Michel, Del Blanco, Egger y Feldmann.
- 1909, el Ferrocarril Central Norte Argentino llega a 25 km del fortín Paso de Oso, 9 km al sur de la actual localidad, dando lugar a la instalación de la población en sus cercanías.
- 1945, el 10 de agosto se firma el boleto de compraventa de los terrenos donde se asentaría el pueblo de Las Garcitas.

## Fiesta Patronal
- Se realiza el 10 de agosto en honor a San Lorenzo. La cual coincide con el aniversario de fundación del pueblo 10 de agosto de 1945.

## Instituciones Educativas
- Jardín de Infantes N 59 "Constantino Álido Caprin"
- Jardín de Infantes N 245 Barrio Reserva Oeste"
- Escuela General Básica N° 279 "Juana Azurduy de Padilla"
- Escuela de Educación Secundaria N° 48 "José I. Arenales"
- Instituto de Nivel Terciario " Maestro Héctor Horario Dolce"
- Escuela de Educación Especial N°37 "Graciela Gamarra"

## Club Social y Deportivo Las Garcitas

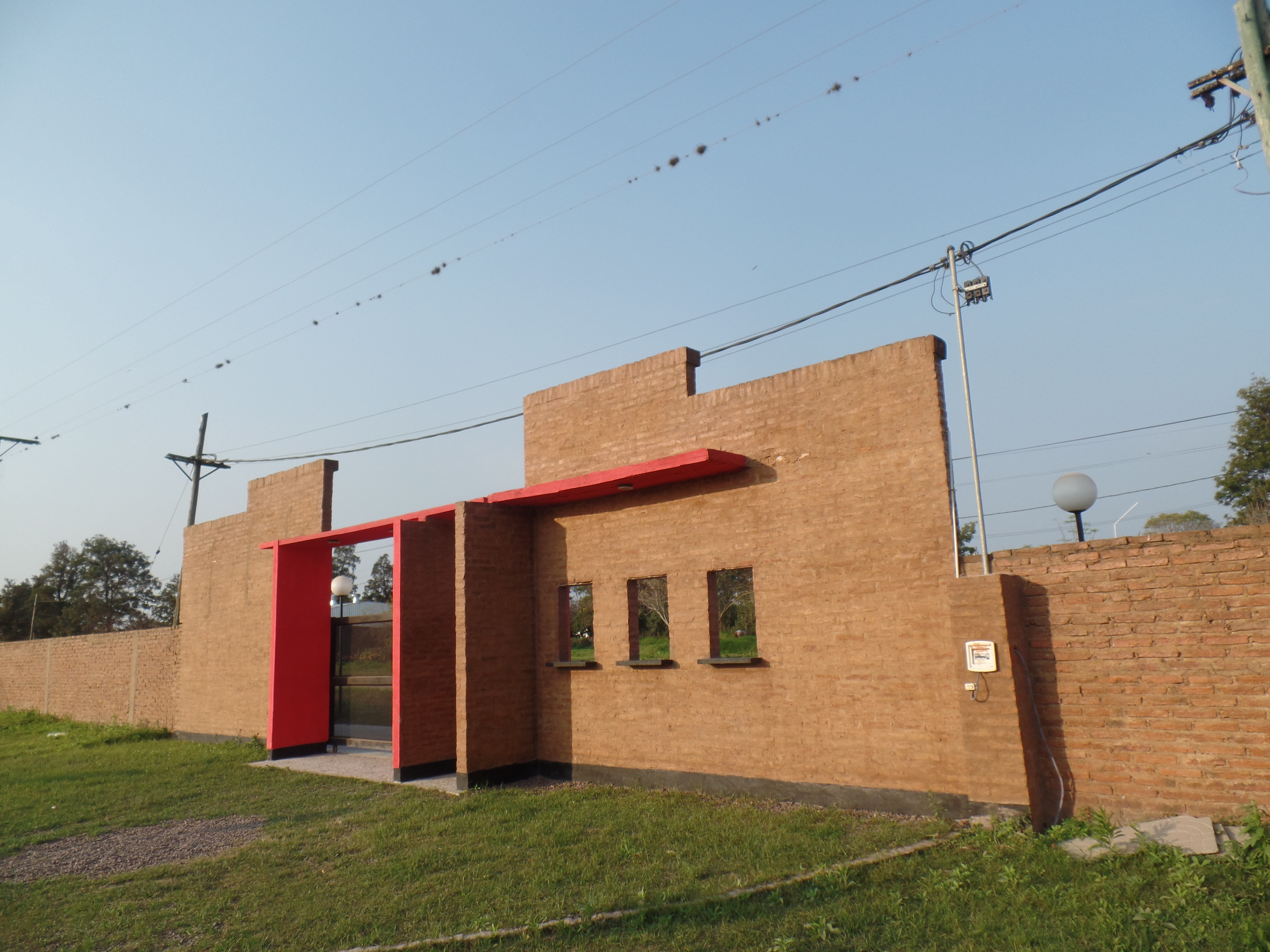
Club Deportivo Las Garcitas

Compitió en el Torneo del Interior o Argentino C de la Temporada 2007 de fútbol de Argentina

## Población
Su población era de 3,032 habitantes (Indec, 2001), lo que representa un crecimiento del 19,2% frente a los 2,405 habitantes (Indec, 1991) del censo anterior. En el municipio el total ascendía a los 4,244 habitantes (Indec, 2001).